# Аржантрэ, Бертран д’
Бертран д’Аржантрэ (фр. Bertrand d’Argentré; 19 мая 1519, Витре — 13 января 1590, Торинье-Фуйар) — французский историк и юрист XVI века, исследователь и реформатор кутюмов Бретани.

## Ранние годы
Аржантрэ родился 19 мая 1519 года во французской провинции Бретань, в городке Витрэ, неподалеку от Ренна, в семье сенешаля Ренна Пьера Аржантрэ. Его предки были выходцами из военного и судейского сословия, которые, начиная с XI века, занимали во Франции довольно высокие государственные должности.
Отец Бертрана был весьма образованным человеком, хорошо знавшим старинные кутюмы. В 1539 году он был даже включен в состав комиссии, которой было поручено переработать кутюмы Бретани в рамках общей программы реформы французских кутюмов. Однако тяжелая болезнь помешала ему принять участие в работе комиссии.
Высоко ценя знания, Пьер Аржантрэ дал своему сыну блестящее по тем временам образование, которое тот получил, изучая право в университетах Орлеана, Пуатье и Буржа. Последний считался в то время одним из лучших учебных заведений Европы.
По окончании университетского курса Бертран Аржантрэ занимался самостоятельным изучением литературы и истории. Уже в одной из своих ранних работ по истории он утверждал, что Бретань всегда была независимой территорией и что она стала французской провинцией лишь в 1491 году. Наделенный природным талантом, он постоянно совершенствовал свои знания, которые черпал в основном из книг своей библиотеки. Эта библиотека была одной из самых больших частных библиотек не только в Бретани, но и во всем французском королевстве.
Свою эрудицию он широко использовал при написании многочисленных трудов в области юриспруденции. Отстаивая интересы родной провинции, Аржантрэ был крайне враждебно настроен в отношении королевского произвола и привилегий. Он выступал за предоставление определённых полномочий местным органам власти, за централизацию судебной и административной систем, а также за унификацию кутюмов в рамках провинции.

## Дальнейшая карьера
Со временем талант, соединённый с усердными занятиями наукой, сделал Аржантрэ одним из самых образованных людей Франции того времени, что было по достоинству оценено властями Бретани. Так, в 1541 г., в 22 года, он уже был назначен сенешалем Витрэ. Год спустя он перевел с латыни «Историю Бретани», которая была написана его двоюродным дедом по материнской линии священнослужителем и историком Пьером Лебо (1450—1505).
Вскоре он вновь вернулся к юриспруденции, став через несколько лет одним из лучших юристов Франции и заслужив хвалебные отзывы знаменитого французского юриста Шарля Дюмулена. В 1547 году после того, как его отец отказался от своей должности в пользу сына, Аржантрэ стал сенешалем Ренна. На этой должности он снискал себе славу справедливого и порядочного человека безупречной честности.
В этот период под влиянием новой должности он серьёзно занялся исследованиями кутюмов провинции Бретань. Впоследствии Аржантрэ был назначен членом комиссии по реформированию кутюмов провинции. Отстаивая правовую самостоятельность Бретани, Аржантрэ не соглашался с Шарлем Дюмуленом, который пытался разработать нормы обычного права для всей Франции.
После увольнения с должности сенешаля Ренна в 1952 году Аржантрэ длительное время занимал должность председателя суда Ренна, несмотря на заманчивое предложение занять должность судьи в Париже. В 1566 году Аржантрэ впервые опубликовал в Ренне свои «Комментарии к трем первым титулам старых кутюмов Бретани» (о правосудии, о правомочиях правителя и о прокурорах), а в 1570 г. — «Мнение и замечания о разделе имущества дворян Бретани».

## Исследования в области права

Commentarii in patrias Britonum leges, 1621

В своих правовых исследованиях и, в частности, в «Комментариях к кутюмам Бретани», Аржантрэ уделял значительное внимание вопросам, связанным с правовой обособленностью Бретани и коллизией кутюмов, действовавших в различных регионах Франции. При этом он пытался разработать определённые всеобщие принципы правоприменения. Ввиду указанного обстоятельства он совершенно справедливо считается одним из основателей международного частного права, наряду с такими известными французскими юристами XVI века как Ги Кокий и Шарль Дюмулен.
Аржантрэ также явился одним из главных разработчиков Новых кутюмов Бретани (Nouvelle coutume de Bretagne), призванных заменить кутюмы Бретани 1568 года, которые были опубликованы в 1580 году. В этой работе он проявил себя как противник засилья в его провинции норм римского и французского права, в которых он видел угрозу свободе личности в провинции.
В 1576 и в 1584 г.г. Аржантрэ опубликовал на латинском и на французском языках свои Комментарии к тексту сборника Кутюмов Бретани 1539 года, в создании которого должен был принимать участие его отец. Вообще свои многочисленные работы по юриспруденции, представляющие собой в основном обширные комментарии к кутюмам Бретани и анализы принципов применения кутюмов, действовавших в других частях Франции, Аржантрэ писал главным образом на латинском.
Такой подход обеспечивал его исследованиям международную известность. Это отчасти также способствовало тому, что именно его во Франции стали считать «родоначальником международного частного права» («père du droit international privé»). В своих работах, выступая против римского права, он также выступал и против вытекающих из этого права различий между недействительностью договоров ввиду оснований, затрагивающих публичный порядок (когда договоры являются ничтожными в силу закона), и оснований, затрагивающих частные интересы (когда недействительность договоров должна быть установлена судом).
Некоторые принципы в области коллизии законов, разработанные Аржантрэ и получившие название «теории статутов» (законов), отчасти легли в основу международного частного права и не потеряли своей значимости и по настоящее время. Так, Аржантрэ определял применяющееся право в зависимости от конкретного объекта правового регулирования, который он подразделял на три категории. К первой из них он относил недвижимое имущество, ко второй — личность и движимое имущество, а к третьей — случаи, когда имели место смешанные правоотношения.
По мнению Аржантрэ, недвижимое имущество должно регулироваться законом той территории, на которой оно находится, и не может быть изменено договорным путем по волеизъявлению сторон. Таким образом, согласно Аржантрэ правовой статус недвижимого имущества всегда зависит от местонахождения имущества и поэтому всегда остается территориально неизменным. Правовое же положение личности и движимого имущества (способного перемещаться вместе лицом, которому оно принадлежит), напротив, должно меняться сообразно тому, как они перемещаются с одной территории на другую.
Иными словами, статус этого субъекта и объекта права должен определяться законами, действующими по местонахождению определённого лица и имущества в данное конкретное время. Наконец, согласно Аржантрэ, существуют случаи третьей, так называемой смешанной, категории, когда во внимание должны браться законы, действующие на обеих территориях. Такое положение, например, имеет место при отчуждении недвижимого имущества, принадлежащего несовершеннолетнему, когда несовершеннолетний и его имущество находятся на разных территориях, где действуют различные кутюмы.
Таким образом, в конечном счете, вопрос коллизии законов, Аржантрэ разрешал, опираясь на законоположения, действующие по месту нахождения объекта правового регулирования. Этим его позиция существенно отличалась как от позиции Ги де Кокия, который полагал, что во всех случаях должен применяться закон, действующий по местонахождению соответствующего лица, так и Шарля Дюмулена, который склонялся к мысли об автономии воли сторон, которые могут самостоятельно определить закон, подлежащий применению.
После принятия французским королем в 1577 году нового закона о налогообложении, который вызвал недовольство Бретани, по просьбе властей этой провинции в 1580—1582 г.г. Аржантрэ написал на французском языке «Историю Бретани». В этой работе он отстаивал свою ранее высказанную идею о том, что Бретань была независимой ещё до появления французской монархии. Однако вскоре после выхода этого издания в 1582 г. тираж книги был арестован по приказу короля Генриха III. Король пришел к выводу о том, что книга посягает не только на достоинство королевской власти, но и на само королевство как таковое.
Несмотря на это, Аржантрэ продолжил исследования Бретани, завершив их в 1588 году составлением её карты. В 1588 году данная работа была опубликована в пересмотренном виде. Впоследствии она неоднократно переиздавалась, что, в частности, имело место в 1605, 1611, 1618 и 1668 гг. С целью опровержения исторических работ Аржантрэ по приказу французского короля французский юрист и историограф Николя Винье (1530—1596) написал трактат о бывшем государстве малой Бретани и о праве на него французской короны.
Эта работа под названием «Traité de l’ancien état de la petite Bretagne et du droit de la couronne de France sur icelle» была обнародована лишь в 1619 году. В 1580 году в Париже была опубликована работа Аржантрэ «Комментарий к титулу о дарениях», которая была признана шедевром правотворчества того времени. Вообще работы Аржантрэ считались образцовыми по своему стилю, который отличался точностью, чистотой и элегантностью построения фраз.
В этом же году Аржантрэ был назначен в комиссию по реформе кутюмов. Четыре года спустя он опубликовал в Париже свои замечания о реформированных кутюмах. Названная работа оказалась последней прижизненной публикацией Аржантрэ. После этого выходили лишь посмертные публикации, в частности, комментарии к титулам кутюмов о браке, о внебрачных детях, о наследовании и о разделах имущества.
В 1608 г. сын Аржантрэ Шарль опубликовал полное собрание (незаконченных) комментариев своего отца, в том числе и тех, которые ранее не публиковались. Впоследствии Комментарии Аржантрэ публиковались в Париже ещё четыре раза (в 1628, 1640, 1646, 1660 г.г.) и один раз в Амстердаме (в 1664 г.).
Будучи сторонником Католической лиги и её главы в Бретани герцога Меркёра, Бертран Аржантрэ постоянно вызывал недовольство королевской власти. С течением времени это недовольство все больше усиливалось и привело к тому, что в 1589 году он был выслан из Ренна. После высылки он поселился в городке Сессон-Севинье. Год спустя он умер в соседнем городке Торинье-Фуйар во время посещения своего друга Матьюрена Буана.

## Основные работы
Среди основных работ Аржантрэ следует отметить следующие: Commentaire sur les Quatre Premiers Titres de l’Ancienne Coutume, Julien Duclos, Rennes, 1568; Advis Et Consultation sur les Partages des Nobles de Bretagne, Interprétation des Articles de la Coustume, Mutation, Altérations de Droits sur ce: avec XLV Résolution. Duclos, Rennes 1570; Commentaire sur le Titre des Appropriances, Prescriptions, etc., Rennes, Julien Duclos, 1576; Commentaire sur les Donations, Dupuys, Paris, 1580; Commentaire sur le Titre des Donations de l’Ancienne Coutume, Dupuys, Paris, 1584; Полн. Собр. Коммент. А.: «Commentarii in patrias britonum leges, in lucem editi cûra et studio Caroli d’Argentré filii», Paris, 1608; Coustumes generales du pays et duché de Bretagne, reformées en l’an mil cinq cents quatre-vingt: Aitiologia, sive Ratiocinatio de reformandis causis. Paris, N. Buon, 1628.